# VPN (Publiek Tegen Geweld)
VPN (Slowaaks: Verejnosť proti násiliu, Publiek Tegen Geweld) was een politieke beweging die tijdens de Fluwelen Revolutie in Tsjecho-Slowakije op 19 november 1989 werd opgezet. Het doel was het omverwerpen van het communistisch bewind. VPN had haar basis in de Slowaakse hoofdstad Bratislava. In Praag ontstond een gelijksoortige beweging, het Burgerforum Občanské fórum.
VPN nam in 1990 deel aan de eerste vrije parlementsverkiezingen in de Slowaakse Republiek sinds 1946 en werd met 29,35 % van de stemmen de grootste partij. Vladimír Mečiar van VPN vormde een coalitieregering en werd premier van de eerste niet-communistische regering van de Slowaakse Republiek.
In 1991 stapte Mečiar op bij VPN en startte een nieuwe partij, de Beweging voor een Democratisch Slowakije. VPN verloor hierna aan invloed. Een groot deel van de leden richtte in 1992 een nieuwe partij op, Burgerlijke democratische Unie - VPN (Občianska demokratická únia - VPN, afgekort ODÚ-VPN). Deze partij wist bij de parlementsverkiezingen van 1992 geen zetels te halen en werd in november 1992 opgeheven.